# Tino

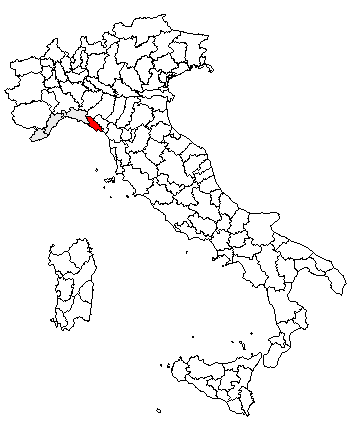
Vị trí tỉnh La Spezia

Tino là một đảo của Ý, trong vùng biển Ligure, ở điểm cực tây của vịnh La Spezia. Đảo Tino là một trong nhóm 3 đảo gần nhau ngay phía nam đất liền ở Portovenere. Đảo lớn nhất trong 3 đảo là Palmaria, nằm ở phía bắc, còn đảo nhỏ Tinetto ở phía nam.
Đảo Tino có diện tích khoảng 0,13 km², chu vi dài khoảng 2 km.
Cùng với Portovenere, Cinque Terre, Palmaria và Tinetto, ddảo Tino đã được UNESCO công nhận là di sản thế giới từ năm 1997.

## Lịch sử
Thánh Venerius, bổn mạng của vịnh La Spezia, được nói là đã cư ngụ trên đảo này như một người ẩn tu, sau đó trở thành tu viện trưởng, cho tới khi ông từ trần, năm 630. Lễ kính thánh Venerius được cử hành tại đây vào ngày 13 tháng 9 hàng năm. Một nơi tôn nghiêm được xây lên ở nơi Venerius qua đời để chứa di hài của thánh nhân, sau đó mở rộng thành dạng một tu viện ở thế kỷ thứ 11. Di tích của tu viện này hiện còn ở bờ phía bắc của đảo.
Ngày nay, đảo là một phần của khu quân sự, trên đỉnh đảo có một tháp hải đăng.